# Foresta atlantica
La foresta atlantica (in portoghese Mata Atlântica) è una regione che si estende lungo la costa atlantica del Brasile dallo stato di Rio Grande do Norte sino al Rio Grande do Sul, spingendosi verso l'interno sino al Paraguay e alla Provincia di Misiones dell'Argentina, dove è conosciuta come Selva Misionera. La regione fa parte della lista Global 200 delle ecoregioni prioritarie per la conservazione con il nome di Foreste atlantiche.

## Ecoregioni
Il WWF suddivide il vasto territorio della Mata Atlântica nelle seguenti 15 ecoregioni:
- Foreste pluviali di latifoglie tropicali e subtropicali
  - Foresta umida di Araucaria[4]
  - Restinga della costa atlantica brasiliana[5]
  - Foresta costiera di Bahia[6]
  - Foreste dell'interno di Bahia[7]
  - Enclave di foresta pluviale della Caatinga[8]
  - Foresta atlantica dell'Alto Paraná-Paranaíba[9]
  - Foreste costiere del Pernambuco[10]
  - Foreste dell'interno del Pernambuco[11]
  - Foreste costiere della Serra do Mar[12]
- Foreste secche di latifoglie tropicali e subtropicali
  - Foreste secche atlantiche[13]
- Mangrovie
  - Mangrovie di Bahia[14]
  - Mangrovie di Ilha Grande[15]
  - Mangrovie del Rio Piranhas[16]
  - Mangrovie del Rio São Francisco[17]
- Praterie, savane e macchie tropicali e subtropicali
  - Savana montana dei Campos Rupestres[18]